# الشياطين (فلم 1985)
الشياطين (بالإنجليزية: Demons) و (بالإيطالية: Dèmoni) هو فيلم رعب واكشن ايطالي صدر عام 1985م من إخراج لامبيرتو بافا وانتاج داريو أرجنتو ومن بطولة اوربانو باربيريني و ناتاشا هوفي. الفيلم من كتابة بافا، أرجنتو و فرانسو فيريني و داردانو ساشيتي، والقصة كتبت من قبل ساشيتي. تدور أحداث الفيلم في برلين وروما. الفيلم اتبع ب 7 اجزاء (اكثرهم مشابهون له بالاسم فقط و اهمهم هو الشياطين 2.

## الحبكة
```
تبدأ بظهور شيريل 
ناتاشا هوفي

في محطة القطار وتقابل شخصاً مجهولاً هو 
ميشيل صوافي

يلبس نصف قناع شيطاني من النيكل على وجهه، يقوم هذا الرجل المجهول والغامض بتوزيع تذاكر سينمائية مجانية على بعض المسافرين في محطة القطار، ويقوم بإعطاء شيريل تذكرة مجانية لدار سينما تم تجديدها وسوف يتم افتتاحها قريباً، وسيتم عرض فيلما لا يُعرف ماهو نوع هذا الفيلم، تطلب شيريل من الرجل الغامض إعطائها تذكرة أخرى لصديقتها كاثي * 
باولا كوزو 

ويعطيها تذكرة ثم تسأله عن نوع الفيلم فلم يجيبها وذهب، تذهب شيريل وصديقتها كاثي لدار السينما بعد إنتهاء حصة الجامعة، وتجدان أن هناك مدعوون كثير لدار السينما، تتقابلان مع شابين أثناء إحتباس علبة الكولا في آلة الصنع وهما جورج * 
أوربانو باربيريني
 
 وكين * 
كارل زيني

ويدخلون جميعاً لمسرح العرض، ويتم عرض فيلم في نفس الفيلم الأصلي وهو مرعب ويصاب الجميع باللعنة ويتحولون إلى مخلوقات متوحشة ومتعطشة للدماء بعد أن دخلت اللعنة على الجميع من خلال روز ماري الممثلة * 
جيريتا جيريتا

بعد إصابتها بالجرح الذي سببه لها القناع الذي لبسته في بداية الحضور في بهو الصالة السينمائية قبل عرض الفيلم السينمائي ويتحول الجميع إلى وحوش (زومبي) ولا ينجو منهم أحد سوى جورج.
```

## روابط خارجية
- مقالات تستعمل روابط فنية بلا صلة مع ويكي بيانات